# Vaginite
La vaginite è un'infiammazione acuta o cronica della vagina, parte dell'apparato genitale femminile.
A seconda di dove ha origine, si può classificare in vaginite primaria quando l'infiammazione ha origine nella vagina e vaginite secondaria quando l'infiammazione ha origine in una sede vicina.
Se l'infiammazione si estende anche alla vulva si parla più propriamente di vulvovaginite.

## Epidemiologia e storia
La vaginite è una condizione comunissima: 75 donne su 100 vanno incontro a vulvovaginite da infezione micotica nel corso della propria vita, e nel 90% dei casi si tratta di candidosi; in circa la metà di questi casi si va incontro ad almeno una recidiva, e il 5% delle donne in età adulta soffre addirittura di più casi di vulvovaginite da candidosi durante l'anno.
Le infezioni in generale rendono conto del 90% dei casi in età fertile.

## Eziologia
Le infezioni che portano a vaginite o vulvovaginite possono essere causate da varie specie di microrganismi, tra i quali si ricordano in ordine di incidenza:
- funghi come la Candida albicans (candidosi);
- batteri come la Gardnerella vaginalis (vaginosi).
- protozoi come il Trichomonas vaginalis (trichomoniasi vaginale);

Altri agenti infettivi che possono provocare vulvovaginiti sono la Neisseria gonorrhoeae (gonorrea), il Escherichia coli, l'herpes simplex e non solo.
Alcuni agenti infettivi possono procurare ulcerazioni, come l'Hemophilus Ducreyi (ulcera venerea).
Altri provocano aderenze tra le pareti della vagina, che poi si ulcerano; si tratta per lo più di malattie infettive generali come scarlattina, vaiolo, difterite e così via.

Il diabete mellito è un fattore di rischio per la vulvovaginite da Candida.
Altre cause possono essere di tipo chimico (reazioni allergiche o causticazioni) oppure fisico (eventi termici, meccanici o la presenza di un corpo estraneo).
Gli stimoli chimici o fisici possono provocare una semplice irritazione della mucosa rendendola però in questo modo più facilmente soggetta a infezioni, causando la vaginite indirettamente.
Prima della pubertà le vaginiti possono svilupparsi senza una specifica causa: ciò è dovuto al fatto che la vagina non ancora pienamente sviluppata è meno acida e, di conseguenza, più esposta agli agenti infiammatori.
Dopo la menopausa può insorgere una vaginite di origine atrofica conosciuta anche come vaginite climaterica o senile e provocata dal calo degli estrogeni.
Per le stesse cause, una vaginite di origine atrofica può insorgere anche post parto o durante l'allattamento, oppure a seguito della rimozione chirurgica delle ovaie.
Anche la gravidanza può portare modificazioni alla vagina che possono favorire l'insorgenza della patologia.

## Patogenesi
Alcuni agenti infettivi sono causa di malattie sessualmente trasmissibili e dunque si trasmettono con il rapporto sessuale.
Altre infezioni non sono sessualmente trasmissibili ma si presentano più spesso in donne sessualmente attive per diversi motivi: lo stimolo meccanico, il contatto con lo sperma, infezioni ai genitali del partner e così via possono alterare lo stato della vagina e provocare irritazioni o infiammazioni che possono fornire un terreno favorevole allo sviluppo dell'infezione.
Alcune infezioni possono essere contratte dalla neonata durante il parto.
Altri agenti infettivi possono essere introdotti nella zona vulvo-vaginale da cattiva igiene; in particolare il Escherichia coli normalmente presente nelle feci può essere trasportato dall'ano alla vagina con una pulizia effettuata da dietro verso avanti.
L'assunzione di antibiotici può colpire la flora batterica naturalmente presente nella vagina (che serve anche da barriera contro le infezioni) e permettere un'infezione opportunista.
Tra le sostanze che possono provocare una reazione allergica con conseguente vaginite vi possono essere i detergenti (inclusi i bagnoschiuma), i profumi, i profilattici, gli spermicidi, e così via.
Le causticazioni sono generalmente causate da potenti disinfettanti (come il sublimato corrosivo) o altre applicazioni topiche non diluiti sufficientemente.
Tra le cause fisiche possono esserci un bagno troppo caldo, abrasioni, stimoli meccanici prolungati, lo stupro o altri abusi sessuali, il parto, sfregamenti causati da indumenti troppo attillati o non traspiranti, e così via.
Un corpo estraneo è generalmente un profilattico o un assorbente interno trattenuto nella vagina.

### Complicanze
Una vaginite trascurata può diventare cronica.
Alcune infezioni, tra cui quelle da Clamidia, possono propagarsi all'utero, alle tube e infine alle ovaie provocando sterilità.
Una infezione può essere propagata alla pelle in seguito al grattarsi.
Occorre anche tener conto delle complicanze proprie delle infezioni che hanno causato la vulvovaginite (candidosi, gonorrea, ecc.).
L'uso di indumenti troppo attillati o non traspiranti, oltre a essere causa o a favorire una vulvovaginite, può prolungare i tempi di guarigione.

## Clinica

### Segni e sintomi
Alcune vaginiti possono essere asintomatiche; in caso di presenza di sintomi invece, i disturbi possono essere più o meno intensi e sono strettamente connessi allo stato irritativo: bruciore, prurito alla vulva o alla vagina, perdite liquide o semiliquide.
Si distinguono a seconda dei sintomi associati:

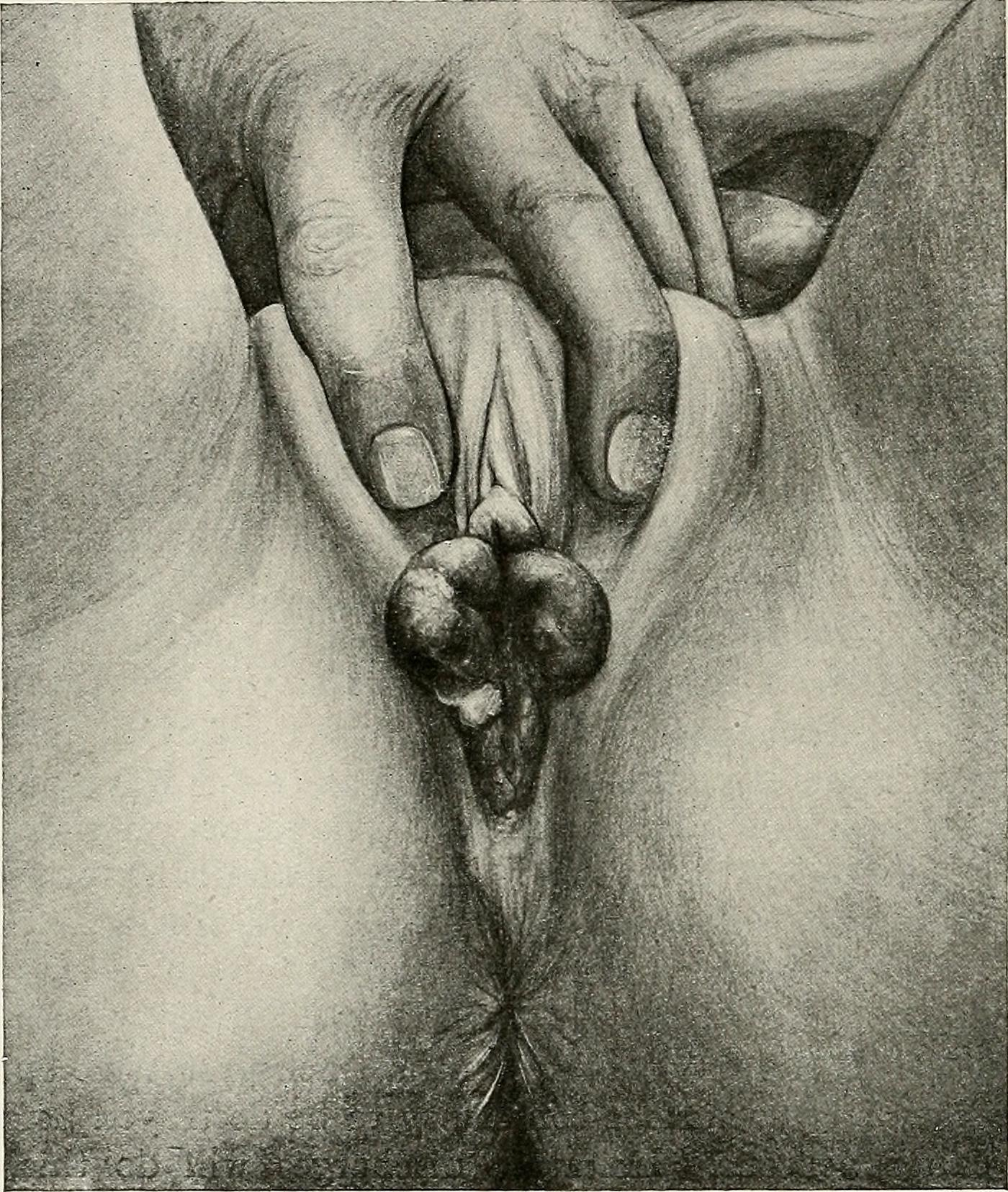
Illustrazione di una vaginite o vulvovaginite in un testo medico del 1916

#### Forme acute
vulvovaginite desquamativa purulenta
si ha in presenza di arrossamento e turgore della mucosa e formazione di pus, ed è la forma sintomatica più comune;
vulvovaginite ulcerosa
quando si accompagna a ulcerazioni; è la vulvovaginite conseguente a ulcera venerea;
vaginite aderente
quando l'infiammazione è provocata da aderenze nelle pareti della vagina; è la forma acuta più comune conseguente a vaginite atrofica;
vulvovaginite pseudomembranosa
si ha quando le aderenze nelle pareti della vagina provocano ulcerazioni, e si ha generalmente nelle vaginiti secondarie;
vaginite enfisematosa
si presenta con vescicole piene di gas ed è di origine batterica; spesso è asintomatica e il più delle volte guarisce autonomamente;
vulvovaginite necrotizzante
in compresenza di necrosi, generalmente di origine caustica;

#### Forme croniche
vaginite nodulare
caratterizzata dalla formazione di piccoli rilievi sulla superficie della mucosa;
vaginite papillare
caratterizzata dalla formazione di strutture papillari;
vaginite cistica
in compresenza di cisti.
vaginite atrofica
l'infiammazione è causata da secchezza vaginale e assottigliamento della mucosa;

### Esami di laboratorio e strumentali

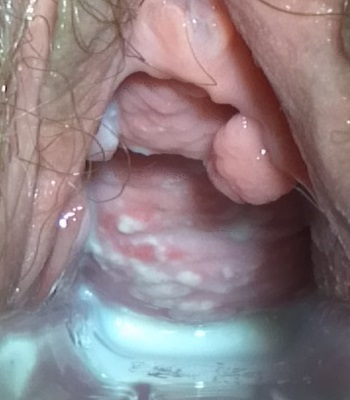
Ispezione tramite speculum di una vulvovaginite da Candida

La diagnosi si effettua mediante attenta analisi dei sintomi e osservazione al microscopio dopo prelievo di cellule locali.

### Diagnosi differenziale
Spesso è l'analisi della perdita vaginale a dare un primo indizio sul tipo di infezione che ha provocato il disturbo:
- la candidosi provoca una perdita bianca e impalpabile; si accompagna a forte prurito e dolore durante il coito;
- la vaginosi batterica provoca una perdita bianca o grigia, densa e dall'odore simile al pesce, in particolare dopo il coito che solitamente non è doloroso;
- la trichomoniasi provoca una perdita giallastra o verde, schiumosa e maleodorante; si accompagna a prurito e dolore durante la minzione o il coito;
- l'infezione da Escherichia coli provoca una perdita marroncina o verde maleodorante; si accompagna a irritazione delle labbra e dell'orifizio vaginale;
- l'infezione da herpes non altera la normale secrezione vaginale; si accompagna a dolorose vescicole piene d'acqua e febbre e turgore ghiandolare;
- la vaginite atrofica ha una secrezione vaginale scarsa; si accompagna a dolore durante la minzione, il coito è doloroso e seguito da una leggera emorragia;

## Trattamento
Alla base di qualunque trattamento c'è una corretta igiene intima; in particolare nelle vulvovaginiti da Escherichia coli occorre correggere alcuni comportamenti errati: imparare a lavarsi le mani prima e dopo l'uso del bagno e pulirsi verso l'indietro.
Durante il trattamento può essere indicato utilizzare indumenti traspiranti, ad esempio slip di cotone, ed evitare indumenti che possano irritare ulteriormente la zona, troppo attillati, di nylon o perizoma.
Rimuovere l'intimo durante il riposo notturno può aiutare la guarigione.
Nelle vaginiti causate da un corpo estraneo i sintomi generalmente scompaiono con la rimozione dello stesso.

### Farmacologico
La terapia si basa sulla somministrazione locale o generale di antibiotici o antimicotici specifici per l'infezione in corso, ad esempio:
- nella candidosi sono indicati clotrimazolo, econazolo, chetoconazolo, ecc.
- nella vaginosi batterica sono indicati metronidazolo, clindamicina, ecc.
- nella trichomoniasi è indicato metronidazolo;
- l'infezione da Escherichia coli si cura con penicillina o derivati.

Alcune infezioni sono a trasmissione sessuale e dunque anche il partner deve essere sottoposto a trattamento per prevenire recidive.
Nelle vaginiti da reazione allergica può essere indicato l'uso di cortisone e antistaminici; inoltre deve essere immediatamente sospeso l'uso della sostanza che ha causato l'irritazione.
Nelle vaginiti atrofiche può essere indicato l'uso di un lubrificante vaginale idrosolubile per alleviare il dolore durante il coito.
Nelle vaginiti atrofiche causate da un ridotto apporto di estrogeni può essere indicata l'applicazione topica di ormoni.

### Prognosi
Un corretto trattamento porta alla guarigione, dunque è molto importante che la diagnosi sia effettuata da un medico e che la terapia sia seguita con cura.

## Prevenzione
L'uso del preservativo può aiutare a prevenire il contagio delle malattie sessualmente trasmissibili.
Una corretta igiene intima aiuta a evitare le infezioni, questo include la corretta igiene delle mani durante la pulizia.
Inoltre non bisogna usare prodotti che possono danneggiare la flora batterica normalmente presente nella vagina e che aiuta a mantenere pulita la zona e a prevenire le infezioni.
L'uso di indumenti intimi traspiranti aiuta a evitare le irritazioni.